# Cerro Chulluncani (berg i Chuquisaca)
Cerro Chulluncani är ett berg i Bolivia.   Det ligger i departementet Chuquisaca, i den centrala delen av landet, 90 km sydost om huvudstaden Sucre. Toppen på Cerro Chulluncani är 4 163 meter över havet, eller 391 meter över den omgivande terrängen. Bredden vid basen är 6,2 km.
Terrängen runt Cerro Chulluncani är kuperad åt nordost, men åt sydväst är den bergig. Runt Cerro Chulluncani är det glesbefolkat, med 8 invånare per kvadratkilometer.. 
Trakten runt Cerro Chulluncani består i huvudsak av gräsmarker.